# Janez Planina
Janez Planina, slovenski ekonomist in turistični delavec, * 19. oktober 1927, Otočac, Hrvaška, † 22. marec 2003, Ljubljana.

## Življenje in delo
Janez Planina, sin geografa Franca Planine, je leta 1951 diplomiral na Ekonomski fakulteti v Ljubljani in 1953 na Prirodoslovno-matematični fakulteti v Ljubljani. V letih 1954−55 se je strokovno izpopolnjeval v švicarskem Bernu ter 1967 doktoriral na ljubljanski ekonomski fakulteti. Od 1953-61 je bil zaposlen pri Turistični zvezi Slovenije, nato je postal predavatelj in 1965 redno zaposleni na ljubljanski ekonomski fakulteti (od 1985 kot redni profesor). Bil je pobudnik in prvi predavatelj študija turizma na univerzitetni ravni v Sloveniji, predaval pa je tudi na univerzah v Beogradu, Dubrovniku, Mariboru in Zagrebu. Sam ali v soavtorstvu je napisal več učbenikov o osnovah in ekonomiki turizma ter o poslovanju turističnih organizacij. Proučeval je zlasti gospodarske vidike turizma na narodnogospodarski in podjetniški ravni. Njegova bibliografija obsega 110 zapisov.

## Odlikovanja in nagrade
Leta 1998 je prejel častni znak svobode Republike Slovenije »za življenjsko delo na področju turizma kot stroke«.

## Izbrana bibliografija
- Ekonomika turizma (COBISS)
- Ekonomika turizma 1. Program Turistica (COBISS)
- Uvod v turizem  (COBISS)
- Turistične agencije (COBISS)
- Multiplikacijska funkcija turistične potrošnje (1989)